# Jan Szczyrek
Jan Szczyrek (ur. 23 grudnia 1882 w Ropczycach, zm. 7 marca 1947 w Warszawie) – polski dziennikarz, działacz i polityk socjalistyczny, radny Rady Miasta Lwowa, członek II kadencji Rady Narodowej RP, poseł Krajowej Rady Narodowej i Sejmu Ustawodawczego.

## Życiorys
Syn Michała i Marianny z domu Rymut. Był związany ze Lwowem. W okresie nauki szkolnej działał w kółkach samokształceniowych młodzieży socjalistycznej. Na przełomie XIX/XX wieku funkcjonował w redakcji lwowskiego pisma „Promień” (pismo poświęcone sprawom młodzieży szkolnej), którego redaktorem naczelnym był Aleksander Wieleżyński. Od 1902 był członkiem Polskiej Partii Socjalno-Demokratycznej Galicji i Śląska Cieszyńskiego. Przed 1914 był redaktorem dwutygodnika „Kolejarz” i współredaktorem dziennika „Głos” o charakterze socjalistycznym. Po wybuchu I wojny światowej uczestniczył w działaniach wojennych, w których odniósł rany i stracił prawą rękę.
Po odzyskaniu przez Polskę niepodległości w 1918 i wybuchu wojny polsko-ukraińskiej w trakcie obrony Lwowa w listopadzie 1918 wszedł w skład Komitetu Wykonawczego Polskiego Komitetu Narodowego we Lwowie. Został członkiem powołanego 23 listopada 1918 Tymczasowego Komitetu Rządzącego we Lwowie. Zasiadł w Komitecie Wykonawczym Polskiego Komitetu Narodowego we Lwowie.
Po połączeniu partii socjalistycznych, od 1919 był członkiem Polskiej Partii Socjalistycznej. Od tego czasu do 1936 pełnił funkcję przewodniczącego OKR PPS we Lwowie. Od 1919 do 1923 sprawował stanowisko przewodniczącego zarządu Kas Chorych i Związku Kas Chorych we Lwowie. Od 1919 był redaktorem „Dziennika Ludowego” do czasu jego likwidacji, a następnie był założycielem czasopisma „Trybuna Robotnicza”, wydawanego od 1922 do 1923.
W okresie II Rzeczypospolitej pełnił mandat radnego Rady Miasta Lwowa. W 1926 członek Tymczasowego Wydziału Samorządowego we Lwowie w 1926. Po rozwiązaniu przez wojewodę lwowskiego Tymczasowej Rady Miasta Lwowa został powołany składu Rady Przybocznej 1 września 1927. W wyborach parlamentarnych w 1930 do Sejmu RP kandydował z ramienia Związku Obrony Prawa i Wolności Ludu. Członek zarządu Związku Miast Polskich w 1932.
Po wybuchu II wojny światowej, kampanii wrześniowej i agresji ZSRR na Polskę z 17 września 1939 wszedł w skład konspiracyjnej Rady Narodowej we Lwowie, podległej rządowi RP na uchodźstwie (innymi członkami byli Artur Hausner, ks. Józef Panaś, ks. Adam Bogdanowicz, płk dr Aleksander Domaszewicz, Stanisław Wasylewski). Ponadto został członkiem konspiracyjnej organizacji Rewolucyjny Związek Niepodległości i Wolności i w jej ramach współtworzył „Komitet Krajowy dla okupacji sowieckiej”. 1 marca 1940 został aresztowany przez NKWD i był więziony przez sowietów. Odzyskał wolność w 1941 po układu Sikorski - Majski z 30 lipca 1941. Zasiadł w składzie Komitetu Zagranicznego PPS w Londynie. Pracował w Ambasadzie RP w Moskwie. Został przewodniczącym Komisji ds. Pomocy dla Ludności Polskiej. W 1942 publikował w piśmie „Polska. Tygodnik Polakow w ZSRR”. Później przeniesiony do Londynu, gdzie został członkiem II kadencji Rady Narodowej RP (powołanej 3 lutego 1942 i rozwiązanej 21 marca 1945). Po śmierci gen. Władysława Sikorskiego był krytykiem rządu emigracyjnego i był orędownikiem zbliżenia Polski z ZSRR.
Po zakończeniu wojny w roku 1945 powrócił do Polski. Został redaktorem naczelnym pisma „Gazeta Robotnicza”, został przewodniczącym zarządu Uniwersytetu Ludowego im. Adama Mickiewicza i prezes okręgowego Komitetu Robotniczej Partii Polskich Socjalistów. Został członkiem Rady Naczelnej "lubelskiej" PPS oraz sekretarzem generalnym Spółdzielni Wydawniczej „Czytelnik”. 29 grudnia 1945 został zgłoszony przez koncesjonowaną PPS jako kandydat do Krajowej Rady Narodowej i po złożeniu ślubowania 26 kwietnia 1946 pełnił mandat posła KRN do zakończenia jej działalności 19 stycznia 1947. W wyborach 19 stycznia 1947 został posłem na Sejm Ustawodawczy (1947–1952) PRL w okręgu nr 43 Gliwice. Pierwsze posiedzenie Sejmu odbyło się 4 lutego 1947. W Sejmie Jan Szczyrek przystąpił do Związku Parlamentarnego Polskich Socjalistów. Zasiadł w Komisji Skarbowo-Budżetowej i Komisji Propagandowej. Zmarł 7 marca 1947.

## Ordery i odznaczenia
- Krzyż Komandorski z Gwiazdą Orderu Odrodzenia Polski – pośmiertnie, 11 marca 1947 „za wybitne zasługi w pracy społecznej”, na wniosek CKW PPS[18]
- Krzyż Kawalerski Orderu Odrodzenia Polski – 2 maja 1923 „w uznaniu zasług, położonych około przyłączenia Małopolski Wschodniej do Rzeczypospolitej Polskiej”[19][20]